# Whitehorse
Whitehorse es la capital y única ciudad de Yukón, y la ciudad más grande en el norte de Canadá. Fue incorporada en 1950 y está ubicada en el kilómetro 1426 (Milla Histórica 918) en la Carretera de Alaska en el sur de Yukón. El centro de Whitehorse y las áreas de Riverdale ocupan ambas orillas del río Yukón, que nace en la Columbia Británica y se encuentra con el mar de Bering en Alaska. La ciudad recibió su nombre de los White Horse Rapids por su parecido con la crin de un caballo blanco, cerca de Miles Canyon, antes de que el río fuera represado.
Debido a la ubicación de la ciudad en el valle de Whitehorse y la relativa proximidad al Océano Pacífico, el clima es más suave que el de las comunidades del norte comparables como Yellowknife. En esta latitud, los días de invierno son cortos y los de verano tienen hasta aproximadamente 19 horas de luz. Whitehorse, según informa Guinness World Records, es la ciudad con menos contaminación atmosférica del mundo.
En el censo de 2016, la población era de 25 085. Esto representa aproximadamente el 70 por ciento de toda la población del territorio de Yukón.

## Historia
La investigación arqueológica al sur del centro de la ciudad, en un lugar conocido como Canyon City, ha revelado evidencia de uso por las Primeras Naciones durante varios miles de años. El área circundante tenía campamentos de pesca estacionales y Frederick Schwatka, en 1883, observó la presencia de un sendero de transporte utilizado para evitar Miles Canyon.
El descubrimiento de oro en el Klondike en agosto de 1896, por Skookum Jim, Tagish Charlie y George Washington Carmack, desencadenó un cambio importante en los patrones históricos de la región. Los primeros buscadores utilizaron el paso de Chilkoot, pero en julio de 1897, multitudes de estampidores neófitos habían llegado a través de un barco de vapor y estaban acampando en "White Horse". En junio de 1898, hubo un cuello de botella de estampidos en Canyon City, muchos barcos se habían perdido en los rápidos, así como cinco personas. Samuel Steele, de la Policía Montada del Noroeste, dijo: "Es un misterio para mí por qué no se han producido más víctimas".
En su camino para encontrar oro, los estampistas también encontraron cobre en el " cinturón de cobre " en las colinas al oeste de Whitehorse. Las primeras reclamaciones de cobre fueron apostadas por Jack McIntyre el 6 de julio de 1898 y Sam McGee el 16 de julio de 1899. Se construyeron dos líneas de tranvía, una 8 km extiende en la orilla este del río Yukón desde Canyon City hasta los rápidos, justo enfrente del actual centro de la ciudad, el otro se construyó en la orilla oeste del río. Se estaba desarrollando un pequeño asentamiento en Canyon City, pero la finalización del ferrocarril White Pass a Whitehorse en 1900 lo detuvo.

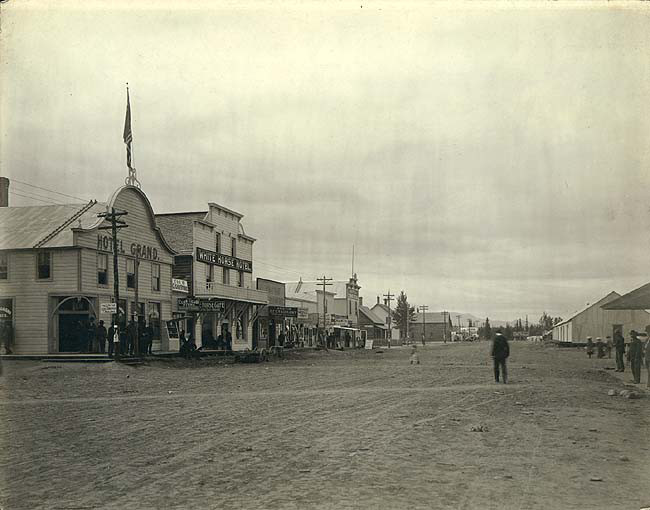
Paisaje urbano de Whitehorse en 1900. La comunidad vio un auge de la población con el descubrimiento de oro en el Klondike en 1896.

El ferrocarril de vía estrecha White Pass y Yukon Route que une Skagway con Whitehorse había comenzado a construirse en mayo de 1898, en mayo de 1899 la construcción había llegado al extremo sur del lago Bennett. La construcción comenzó de nuevo en el extremo norte del lago Bennett hasta Whitehorse. No fue hasta junio-julio de 1900 que la construcción terminó la difícil sección del lago Bennett, completando toda la ruta.
En 1901, el Whitehorse Star ya informaba sobre los volúmenes de carga diarios. Ese verano había cuatro trenes por día. A pesar de que los comerciantes y buscadores llamaban a la ciudad Whitehorse (White Horse), hubo un intento por parte de los ferroviarios de cambiar el nombre a Closeleigh (los hermanos británicos cercanos proporcionaron fondos para el ferrocarril), esto fue rechazado por William Ogilvie, el propietario del territorio. Notario. Whitehorse estaba en auge.
El 23 de mayo de 1905, un pequeño incendio en la peluquería del Hotel Windsor se salió de control cuando el camión de bomberos se quedó sin agua, se extendió por toda la ciudad y causó daños por 300 000 dólares, aunque no se perdieron vidas. Robert Service trabajaba como cajero de banco en ese momento y participó en la extinción de la llama. El White Horse Restaurant and Inn se encontraba entre los edificios destruidos, luego de que su cofundador Frederick Trump, el abuelo de Donald Trump, vendiera sus acciones y se fuera de la ciudad.

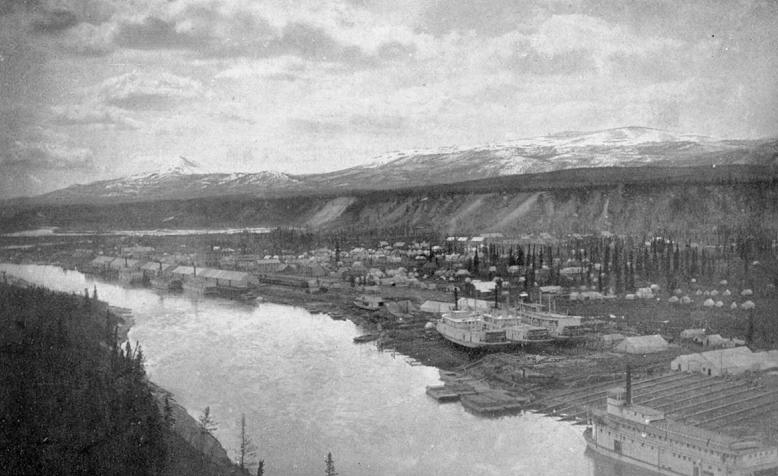
Vista de Whitehorse en 1910

En 1920, los primeros aviones aterrizaron en Whitehorse y el primer correo aéreo se envió en noviembre de 1927. Hasta 1942, el ferrocarril, el río y el aire eran la única forma de llegar a Whitehorse, pero en 1942 el ejército de Estados Unidos decidió que una carretera interior sería más segura para transferir tropas y provisiones entre Alaska y el territorio continental de Estados Unidos y comenzó la construcción de la autopista de Alaska. Los 2500 km proyecto se llevó a cabo entre marzo y noviembre de 1942. La parte canadiense de la carretera solo se devolvió a la soberanía canadiense después de la guerra. El oleoducto Canol también se construyó para suministrar petróleo al norte con una refinería en Whitehorse.
En 1950 se incorporó la ciudad y en 1951, la población se había duplicado con respecto a 1941. El 1 de abril de 1953, la ciudad fue designada capital del territorio de Yukón cuando la sede se trasladó de Dawson City después de la construcción de la autopista Klondike. El 21 de marzo de 1957, el nombre se cambió oficialmente de White Horse a Whitehorse.

## Geografía

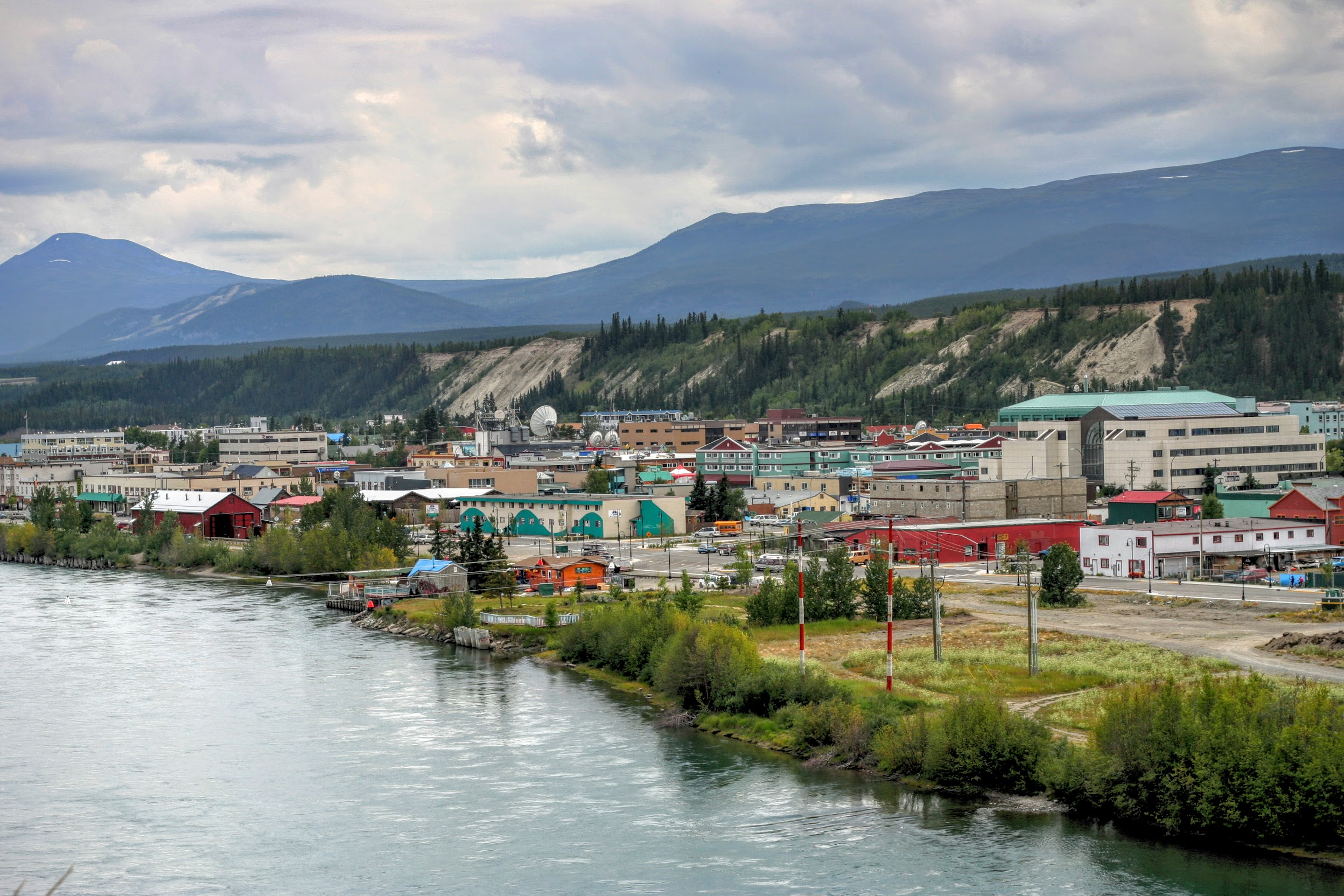
Whitehorse se encuentra en el río Yukón, ubicado en la base de tres montañas cercanas; Grey Mountain al este, Mount Sumanik al noroeste y Golden Horn Mountain al sur.

Whitehorse se encuentra en el kilómetro 1,425 (milla histórica 918) de la autopista Alaska y está enmarcado por tres montañas cercanas: Grey Mountain al este, Mount Sumanik al noroeste y Golden Horn Mountain al sur. Los rápidos que daban nombre a la ciudad han desaparecido bajo Miles Canyon y Schwatka Lake, formados por la construcción de una presa hidroeléctrica en 1958. Whitehorse es actualmente la 64.ª ciudad más grande de Canadá por área. Los límites de la ciudad presentan una forma casi rectangular orientada en dirección NW-SE.

### Paisaje urbano

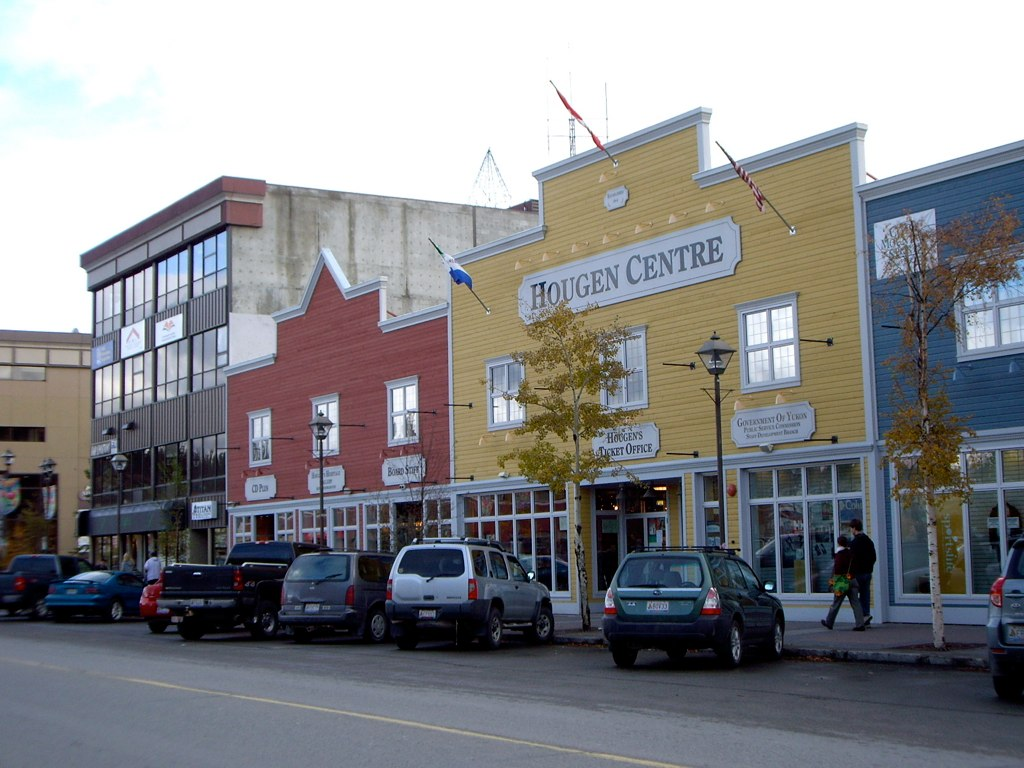
Main Street en el centro de Whitehorse. El centro es el distrito comercial central de la zona.

Whitehorse Bylaw 426 (1975) restringe la operación de vehículos motorizados a carreteras designadas en ciertas "Áreas Protegidas" para asegurar la máxima conservación de la calidad ambiental. La mayoría están cerca del centro (centro y escarpes del río Yukón, pistas de esquí de Mt. Mac, Riverdale, Valleyview, Hillcrest, Granger, Porter Creek y Mountainview) y una, Pineridge, está al sur del centro.
En 1999, la ciudad aprobó el Plan de Desarrollo de Área (ADS) que reasignó el área anteriormente conocida como "Whitehorse Copper" a los siguientes usos: residencial, comercial, industrial de servicios e industria pesada.
Las recientes demandas de crecimiento han reavivado los debates sobre planificación urbana en Whitehorse. En 1970, el plan de desarrollo Metropolitan Whitehorse incluía áreas de parques y cinturones verdes que debían conservarse para garantizar una alta calidad de vida incluso dentro de los límites de la ciudad.

### Clima
Whitehorse tiene un clima subártico (clasificación climática de Köppen : Dfc) y se encuentra en la sombra de lluvia de las montañas costeras, lo que hace que los totales de precipitación sean bastante bajos durante todo el año. Debido a la ubicación de la ciudad en el valle de Whitehorse, el clima es más suave que el de otras comunidades del norte comparables como Yellowknife. Con una temperatura media anual de −0,1 grados Celsius Whitehorse es el lugar más cálido del Yukón. Las medidas de temperatura de la ciudad se toman en el aeropuerto. La estación meteorológica de Whitehorse Riverdale, situada a una altura más baja que el aeropuerto, es incluso más cálida a 0,2 grados Celsius.
En esta latitud, los días de invierno son cortos y los de verano tienen poco más de 19 horas de luz. Whitehorse tiene un máximo diario promedio de 20,6 °C en julio y mínimo diario promedio de −19,2 °C en enero. La temperatura más alta jamás registrada en Whitehorse fue 35,6 °C el 14 de junio de 1969. La temperatura más fría jamás registrada fue −56,1 °C el 21 de enero de 1906.
Whitehorse tiene poca precipitación con un promedio anual de nevadas de 141,8 cm y de 160,9 mm de lluvias. Según el Servicio Meteorológico de Canadá, Whitehorse tiene la distinción de ser la ciudad más seca de Canadá, principalmente porque se encuentra a la sombra de las lluvias de las Montañas Costeras. Whitehorse se encuentra en la región climática de la Cordillera, la región de suelos Complejos de Suelos de las Zonas Montañosas, la región de vegetación de la Cordillera y la ecozona de la Cordillera Boreal.

### Deportes
La proximidad de Whitehorse a la naturaleza y las montañas permite a sus residentes disfrutar de un estilo de vida muy activo. La ciudad tiene una extensa red de senderos dentro de sus límites, estimada en 850 km en 2007, incluidas las secciones de Trans Canada Trail. Estos senderos se utilizan para una variedad de actividades motorizadas y / o no motorizadas.

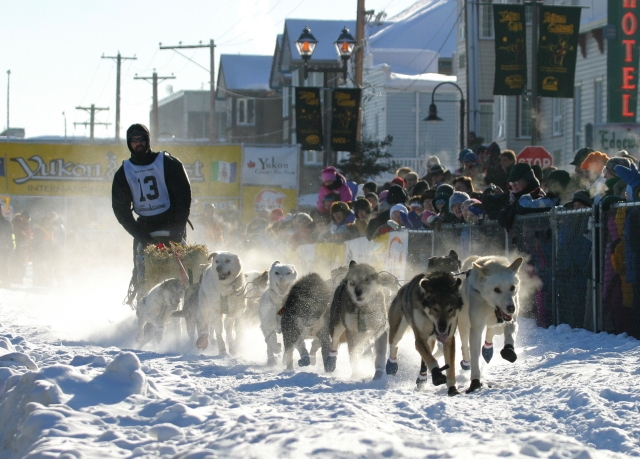
Whitehorse alberga el comienzo de Yukon Quest, una carrera anual de trineos tirados por perros desde Whitehorse hasta Fairbanks, Alaska.

La ciudad es responsable del mantenimiento de numerosos campos deportivos y recreativos, incluidas dos docenas de superficies deportivas de césped / arena / suelo / hielo, 3 bolas de diamantes, el Canada Games Centre Multiplex (piscinas, pistas de hielo, casa de campo, gimnasio, pista para caminar / correr)., fisioterapia), Takhini Arena y Mount McIntyre Recreation Center. Los intereses privados dirigen el monte Sima (350 m) de esquí alpino en invierno y ciclismo de montaña en verano), tres campos de golf, una bolera, y tres gimnasios, uno de ellos con pistas de squash.
La carrera de perros de trineo Yukon Quest anual de 1000 millas entre Whitehorse y Fairbanks, Alaska, es considerada una de las más duras del mundo. La carrera alterna sus puntos de salida y llegada cada año. La ciudad ha sido sede de varios eventos deportivos importantes, incluidos los Juegos de Invierno de Canadá de 2007, para los que se construyó un complejo deportivo de 45 millones de dólares canadienses; el Campeonato Canadiense de Estilo Libre Juvenil en 2006, los Juegos Árticos de Invierno (2000, 1992, 1986, 1980, 1972, 2012 y próximos lugares para los juegos de 2020), el International Curling Bonspiel anual y el Dustball International Torneo de lanzamiento lento.
Aunque no hay equipos territoriales de la liga juvenil, la comunidad empresarial patrocina varios equipos locales de voleibol, béisbol, baloncesto, broomball, hockey sobre hielo, fútbol y ultimate disk. Los equipos de las escuelas secundarias son muy activos y participan en competencias con escuelas en la vecina Alaska, y algunos atletas locales han florecido en la escena deportiva canadiense. Whitehorse también alberga el club de natación Whitehorse Glacier Bears.

## Gobierno

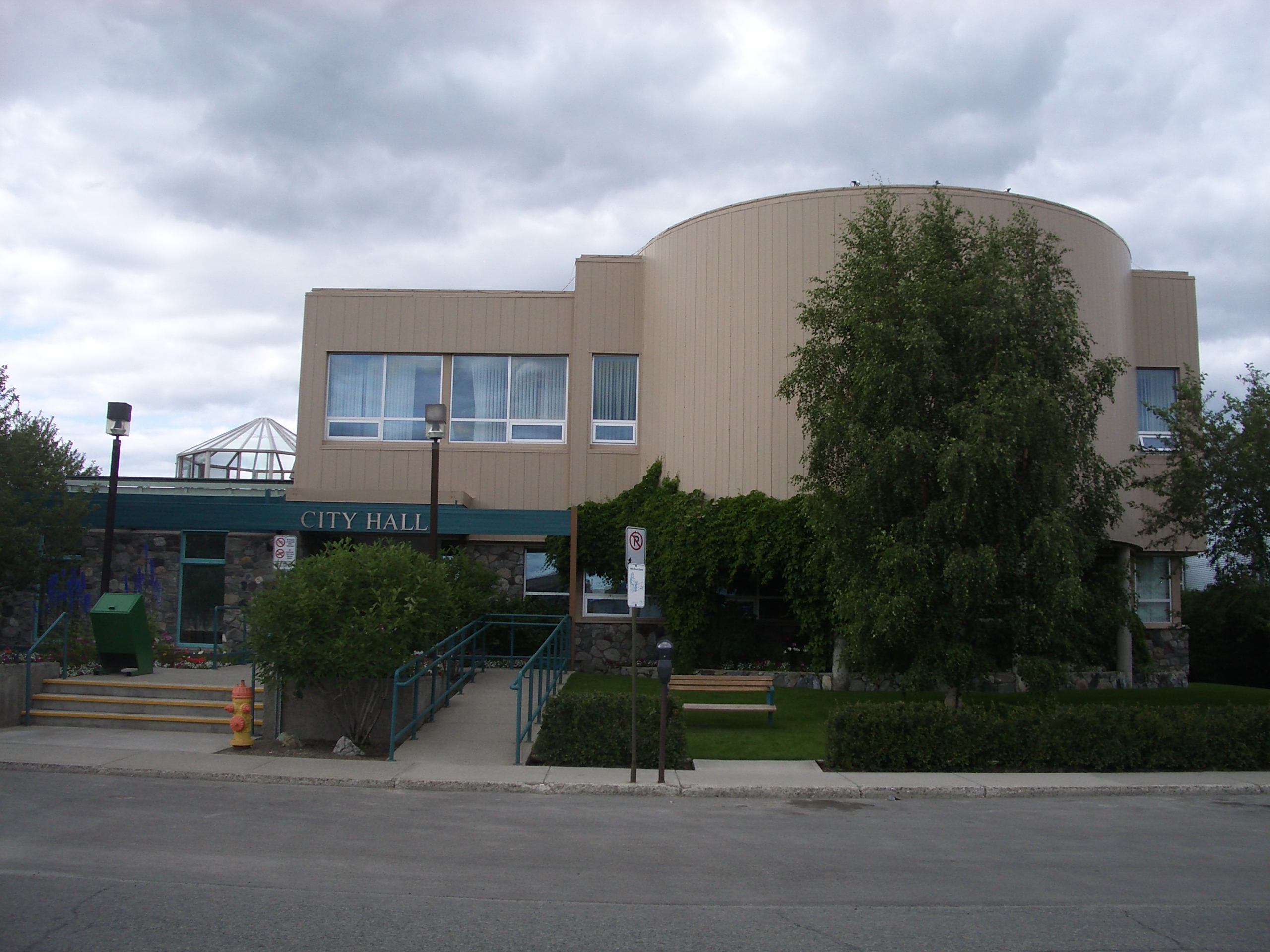
El Ayuntamiento de Whitehorse.

### Municipal
Las elecciones municipales de Whitehorse ocurren cada tres años. Los servicios municipales proporcionados por la ciudad de Whitehorse incluyen: sistemas de agua y alcantarillado, mantenimiento de carreteras, control de nieve y hielo, desechos no reciclables y compostaje, así como un programa de control de mosquitos.

### Territorial

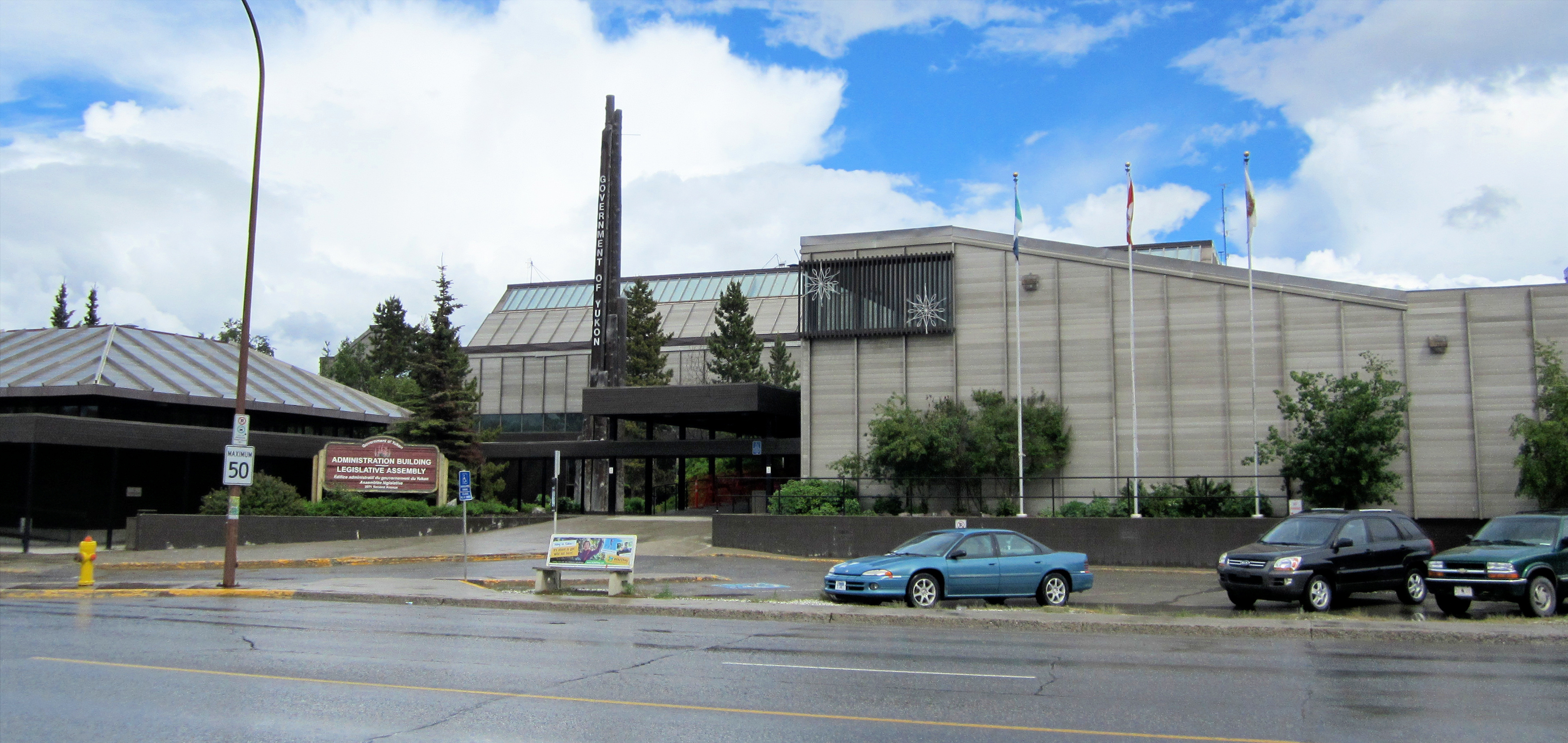
El Edificio Legislativo de Yukón es la sede de la Asamblea Legislativa.

Whitehorse estuvo representado por 9 de 18 MLA en la Asamblea Legislativa de Yukón, según el mapa de 2002 de los distritos electorales de Yukón. En 2009, el mapa electoral de Yukón se modificó para dar a Whitehorse un asiento adicional, lo que elevó su total a 10 de 19. El edificio de la Asamblea Legislativa está ubicado en el centro de Whitehorse y las elecciones suelen tener lugar cada tres a cinco años. Las últimas elecciones generales se celebraron en 2016. Los residentes de Whitehorse tienen cuatro partidos políticos locales entre los que elegir: el Partido Liberal, el Partido Nuevo Democrático,el Yukon Party, así como el Partido Verde recién constituido. El Edificio Legislativo de Yukón es la sede de la Asamblea Legislativa de Yukón.
Todo Yukón consta de un solo distrito electoral federal y, por lo tanto, solo hay un parlamentario y el 65 % de los votantes de Yukón viven en Whitehorse. Los residentes del Yukón han estado votando a nivel federal desde que una elección parcial devolvió al primer diputado del Yukón en enero de 1903 y, desde 1984 en adelante, han tenido candidatos de al menos cuatro partidos políticos federales para elegir. En 2006, 2008 y 2011, las opciones han sido: Conservador, Verde, Liberal y NDP. Otros partidos que han disputado la elección desde 1984 en adelante son el Partido Libertario, el Partido del Rinoceronte, los tres precursores del Partido Conservador (Partido Reformista, Alianza Canadiense y Conservadores Progresistas), el Partido Nacional (1993) y el Partido de la Herencia Cristiana.
El liberal Larry Bagnell es el diputado de Yukón, y también fue diputado de Yukón de 2000 a 2011, ganando las elecciones de 2006 con el 49 % de los votos y la participación de votantes del 66 %, a la par con la participación canadiense total del 65 %, con una participación en los distritos de Whitehorse menor al 55 %.

### Judicial
Todos los asuntos judiciales se manejan en Whitehorse en el Andrew Philipsen Law Building, que también alberga una biblioteca jurídica. El Tribunal Territorial de Yukón (tres jueces) maneja la mayoría de los enjuiciamientos penales para adultos según el código penal y otras leyes federales. La Corte Suprema de Yukón tiene tres jueces residentes y nueve jueces de NWT y Nunavut. La Corte de Apelaciones, compuesta por jueces de Columbia Británica, Yukón, NWT y Nunavut, se encuentra en Whitehorse solo una semana al año, por lo que la mayoría de las apelaciones se desarrollan en Vancouver, ciudad de la provincia de Columbia Británica.

### Militar

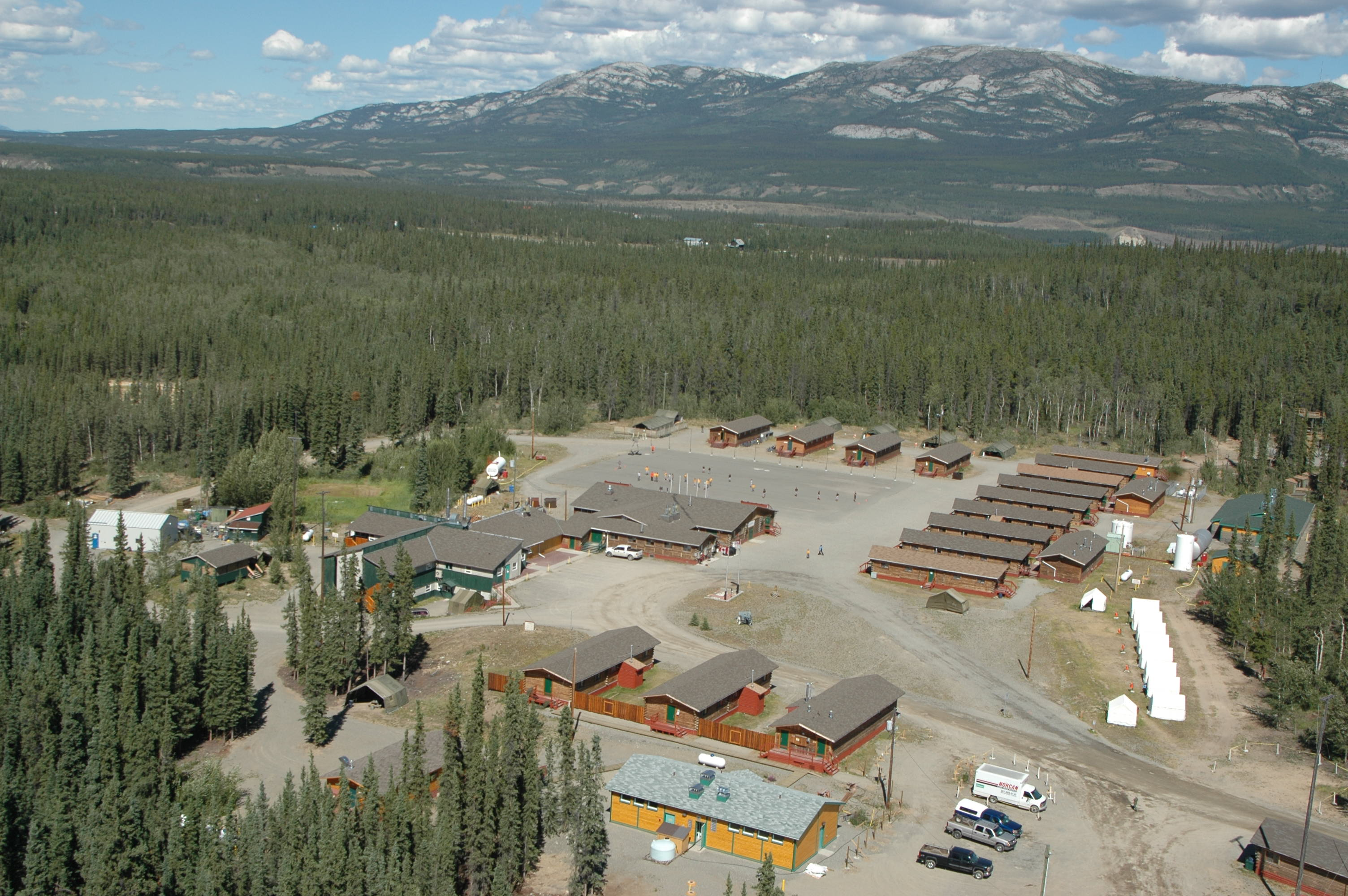
Vista aérea del Centro de Entrenamiento de Verano para Cadetes de Whitehorse. La instalación es utilizada por la Organización Canadiense de Cadetes.

Las Fuerzas Armadas Canadienses están representadas en Whitehorse por el Destacamento de las Fuerzas Canadienses Yukón ubicado en el centro de Whitehorse, la Unidad Regional de Apoyo a Cadetes (Norte) estaba en Boyle Barracks (hasta que una reorganización en 2012 fusionó la unidad de apoyo a cadetes en la Unidad Regional de Apoyo a Cadetes (NW) basado en Winnipeg, Manitoba) y los Rangers canadienses de la Patrulla Whitehorse del 1 Grupo Canadiense de Patrulla Ranger. 2685 Yukon Regiment Army Cadet Corps y 551 Whitehorse Squadron, Royal Canadian Air Cadets de las Organizaciones Canadienses de Cadetes también operan en Whitehorse. Todas las unidades operan como parte de la Fuerza de Tarea Conjunta de las Fuerzas Canadienses (Norte).
440 Transport Squadron y otras unidades de la Real Fuerza Aérea Canadiense, incluidos los Snowbirds, a menudo operan y entrenan desde el Aeropuerto Internacional Erik Nielsen Whitehorse, anteriormente RCAF Station Whitehorse.
Boyle Barracks se encuentra a 20 km sur del centro de Whitehorse. La instalación alberga la Unidad Regional de Apoyo para Cadetes (Norte), el Centro de Entrenamiento de Verano para Cadetes de Whitehorse, elementos de apoyo al servicio de Fuerza de Tarea Conjunta (Norte), y es utilizada por 1 Canadian Ranger Patrol Group, los Junior Canadian Rangers y otras unidades para realizar el entrenamiento. Boyle Barracks está ubicado en la propiedad del Centro Correccional Juvenil Wolf Creek no utilizado que es arrendado por el Departamento de Defensa Nacional al Gobierno de Yukón.
Whitehorse Cadet Summer Training Center ofrece una variedad de cursos y actividades que se centran en la formación general, el liderazgo y la formación de expediciones hasta el nivel de instructor. Los cursos tienen una duración de dos, tres y seis semanas y se ofrecen durante todo el verano. El personal proviene principalmente de los territorios, pero muchos provienen de todo Canadá. El centro de entrenamiento también alberga a miembros de la Fuerza de Cadetes del Ejército y la Fuerza de Cadetes Combinados del Reino Unido.

## Clima
| Parámetros climáticos promedio de Whitehorse                                                           | Parámetros climáticos promedio de Whitehorse | Parámetros climáticos promedio de Whitehorse | Parámetros climáticos promedio de Whitehorse | Parámetros climáticos promedio de Whitehorse | Parámetros climáticos promedio de Whitehorse | Parámetros climáticos promedio de Whitehorse | Parámetros climáticos promedio de Whitehorse | Parámetros climáticos promedio de Whitehorse | Parámetros climáticos promedio de Whitehorse | Parámetros climáticos promedio de Whitehorse | Parámetros climáticos promedio de Whitehorse | Parámetros climáticos promedio de Whitehorse | Parámetros climáticos promedio de Whitehorse |
| Mes | Ene.                                         | Feb.                                         | Mar.                                         | Abr.                                         | May.                                         | Jun.                                         | Jul.                                         | Ago.                                         | Sep.                                         | Oct.                                         | Nov.                                         | Dic.                                         | Anual                                        |
| --- | -------------------------------------------- | -------------------------------------------- | -------------------------------------------- | -------------------------------------------- | -------------------------------------------- | -------------------------------------------- | -------------------------------------------- | -------------------------------------------- | -------------------------------------------- | -------------------------------------------- | -------------------------------------------- | -------------------------------------------- | -------------------------------------------- |
| Temp. máx. abs. (°C)                                                                                   | 10.0                                         | 11.7                                         | 16.8                                         | 21.8                                         | 34.1                                         | 34.4                                         | 33.2                                         | 31.6                                         | 26.7                                         | 19.3                                         | 11.7                                         | 10.6                                         | 34.4                                         |
| Temp. máx. media (°C)                                                                                  | -11.0                                        | -7.7                                         | -0.7                                         | 6.6                                          | 13.5                                         | 19.1                                         | 20.8                                         | 18.6                                         | 11.8                                         | 4.2                                          | -6.0                                         | -10.5                                        | 4.0                                          |
| Temp. media (°C)                                                                                       | -15.2                                        | -12.7                                        | -6.3                                         | 1.0                                          | 7.3                                          | 11.3                                         | 15.3                                         | 12.6                                         | 7.2                                          | 0.5                                          | -9.4                                         | -12.5                                        | -0.1                                         |
| Temp. mín. media (°C)                                                                                  | -20.5                                        | -17.6                                        | -11.9                                        | -4.6                                         | 1.0                                          | 5.6                                          | 8.0                                          | 6.7                                          | 2.1                                          | -3.2                                         | -12.9                                        | -16.5                                        | -5.2                                         |
| Temp. mín. abs. (°C)                                                                                   | -52.2                                        | -51.2                                        | -40.6                                        | -29.4                                        | -12.9                                        | -2.8                                         | -0.5                                         | -4.4                                         | -19.4                                        | -31.1                                        | -41.0                                        | -47.8                                        | -52.2                                        |
| Precipitación total (mm)                                                                               | 17.8                                         | 11.8                                         | 10.3                                         | 7.0                                          | 16.3                                         | 32.4                                         | 38.1                                         | 35.8                                         | 33.3                                         | 23.2                                         | 20.1                                         | 16.3                                         | 262.3                                        |
| Lluvias (mm)                                                                                           | 0.3                                          | 0.0                                          | 0.0                                          | 1.2                                          | 14.3                                         | 32.4                                         | 38.1                                         | 35.5                                         | 29.0                                         | 8.8                                          | 1.0                                          | 0.4                                          | 160.9                                        |
| Nevadas (cm)                                                                                           | 25.4                                         | 18.3                                         | 14.8                                         | 7.2                                          | 2.0                                          | 0.0                                          | 0.0                                          | 0.3                                          | 4.7                                          | 18.6                                         | 27.0                                         | 23.5                                         | 141.8                                        |
| Días de precipitaciones (≥ 0.2 mm)                                                                     | 11.2                                         | 8.3                                          | 6.4                                          | 4.4                                          | 8.0                                          | 10.9                                         | 13.5                                         | 12.5                                         | 11.9                                         | 11.5                                         | 11.5                                         | 11.2                                         | 121.2                                        |
| Días de lluvias (≥ 0.2 mm)                                                                             | 0.2                                          | 0.1                                          | 0.1                                          | 1.1                                          | 7.5                                          | 10.9                                         | 13.5                                         | 12.4                                         | 11.0                                         | 5.1                                          | 0.8                                          | 0.3                                          | 62.9                                         |
| Días de nevadas (≥ 0.2 cm)                                                                             | 11.9                                         | 9.1                                          | 7.0                                          | 3.8                                          | 1.2                                          | 0.0                                          | 0.0                                          | 0.3                                          | 1.5                                          | 7.9                                          | 12.4                                         | 12.2                                         | 67.4                                         |
| Horas de sol                                                                                           | 43.8                                         | 105.5                                        | 163.2                                        | 238.5                                        | 251.1                                        | 266.7                                        | 247.6                                        | 226.5                                        | 132.7                                        | 84.9                                         | 39.8                                         | 26.8                                         | 1827.1                                       |
| Humedad relativa (%)                                                                                   | 72.2                                         | 64.5                                         | 51.8                                         | 42.1                                         | 38.2                                         | 39.9                                         | 46.0                                         | 47.9                                         | 54.5                                         | 64.2                                         | 75.2                                         | 74.7                                         | 55.9                                         |
| Fuente n.º 1: Environment Canada Canadian Climate Normals 1981–2010                                    |                                              |                                              |                                              |                                              |                                              |                                              |                                              |                                              |                                              |                                              |                                              |                                              |                                              |
| Fuente n.º 2: January maximum temperature from Environment Canada's Daily Data Report for January 2014 |                                              |                                              |                                              |                                              |                                              |                                              |                                              |                                              |                                              |                                              |                                              |                                              |                                              |

## Transporte
Esta ciudad es servida por el Aeropuerto Internacional de Whitehorse Erik Nielsen.

## Ciudades Hermanas
- Patos de Minas, Brasil
- Ushiku, Japón (desde 1985).

### Hermanamientos históricos
- Echuca, Australia (noviembre de 1977 - septiembre de 2008)